# Fallowfield
Fallowfield è un quartiere di Manchester (Regno Unito) situato a circa 4 km dal centro della città, in direzione sud. Diviso in due in senso nord/sud da Wilmslow Road, ha 14.121 abitanti. Il quartiere, ben collegato con il centro e con il campus centrale dell'University of Manchester, è caratterizzato dalla altissima presenza di studenti, dovuta al campus secondario (Fallowfield Campus, 3.500 studenti) della stessa Università.